# Aéroport d'Okhotsk
L'aéroport d'Okhotsk (en russe : Аэропорт «Охотск») est un aéroport russe desservant la ville d'Okhotsk, dans le kraï de Khabarovsk.

## Compagnies et destinations
| Compagnies                      | Destinations                             |
| ------------------------------- | ---------------------------------------- |
| Khabarovsk Airlines (KhabAvia). | Nikolaïevsk-sur-l'Amour (en), Khabarovsk |

Édité le 25/03/2018